# Філаттієра
Філаттієра (італ. Filattiera) — муніципалітет в Італії, у регіоні Тоскана,  провінція Масса-Каррара.
Філаттієра розташована на відстані близько 350 км на північний захід від Рима, 125 км на північний захід від Флоренції, 37 км на північний захід від Масси.
Населення — 2350 осіб (2014).
Щорічний фестиваль відбувається 26 грудня. Покровитель — святий Степан.

## Демографія
Населення за роками:

Станом на 1 січня 2023 року в муніципалітеті офіційно проживали 184 іноземці з 27 країн, серед них 89 громадян країн Євросоюзу та 1 громадянин України.

## Сусідні муніципалітети
- Баньоне
- Корнільйо
- Мулаццо
- Понтремолі
- Віллафранка-ін-Луніджана